# Fort Zonchi
Fort Zonchi obalna je utvrda u Štinjanu. Bila je važna u zaštiti Pulske luke u Prvom svjetskom ratu. Unutar utvrde nalazilo se skladište goriva br. 8. Tvrđava je bila opremljena s 14 topova, pogodila je francuski ratni brod koji je napao Pulu u Prvom svjetskom ratu. Jedna je od najmanjih tvrđava u Puli i okolici. Slabije je oštećena 1945. godine u jednom od njemačkih bombardiranja Pule u Drugome svjetskom ratu. Jedna je od najstarijih utvrda u Puli i okolici, a građena je od 1819. godine do 1820. godine. Utvrda se nastavlja koristiti do 1985. godine kao skladište goriva, a od tada se ne koristi. Godine 2003. počinju je koristi ribari iz lokalne luke. Godine 2021. je otvorena za javnost.

## Pročitaj
- Pulske fortifikacije
- Nacionalna udruga za fortifikacije Pula